# Лука Килиан
Лука Килиан е немски професионален футболист, който играе като защитник за Кьолн. Той е внук на бившия футболист Аманд Тейс.

## Кариера
На 11 г. се присъединява към академията на Борусия (Дортмунд). На 24 май 2019 г., той подписва професионален договор с Падерборн. Дебютира при загубата на тима с 2-3 от Байерн Мюнхен на 28 септември 2019 г. Подписва с Майнц 05 на 10 август 2020 г. На 24 август 2021 г., той е даден под наем в Кьолн. През юли 2022 г. преминава напълно в Кьолн, договорът му е до 2025 г.